# Francoski protektorat v Tuniziji
Francoski protektorat v Tuniziji (francosko Protectorat français de Tunisie; arabsko الحماية الفرنسية في تونس al-Ḥimāya al-Fransīya fī Tūnis ), običajno imenovan preprosto francoska Tunizija, je bil ustanovljen leta 1881, v času francoskega kolonialnega cesarstva, in je trajal do tunizijske neodvisnosti leta 1956. 
V desetletjih pred francoskim vpadom je bila Tunizija provinca propadajočega Osmanskega cesarstva, ki je uživala veliko mero avtonomije pod begom Mohamedom III. as-Sadikom. Leta 1877 je Rusija razglasila vojno Osmanskemu cesarstvu. Posledična zmaga v rusko-turški vojni (1877–1878) je sprožila razdor več delov osmanskega ozemlja, vključno z neodvisnostjo več balkanskih posesti in mednarodnimi razpravami o prihodnosti severnoafriških provinc. Za rešitev osmanskega vprašanja je bil sklican berlinski kongres leta 1878. Čeprav je Velika Britanija nasprotovala popolnemu razstavljanju Osmanskega cesarstva, je Franciji ponudila nadzor nad Tunizijo v zameno za Ciper. Nemčija je, ker je francosko trditev videla kot način za zamotenje pozornosti francoske publike od sramotnih posledic francosko-pruske vojne in malo zaskrbljena zaradi južnega Sredozemlja, pristala, da Franciji dovoli nadzor nad Tunizijo. Razprave o vlogi Francije v Tuniziji so bile skrite pred Kraljevino Italijo, ki je močno nasprotovala francoskemu posredovanju.
Francoska prisotnost v Tuniziji je prišla pet desetletij po okupaciji sosednje Alžirije, ko so bili Francozi še neizkušeni in niso dobro vedeli, kako razviti kolonijo. Obe državi sta bili tristo let pod Osmanskim cesarstvom, vendar sta obe že zdavnaj dosegli politično avtonomijo od sultana v Istanbulu. Preden so prišli Francozi, je Tunizija začela postopek modernizacijskih reform  vendar so se začele pojavljati finančne težave, vse do ustanovitve komisije evropskih upnikov. Po zasedbi je francoska vlada prevzela mednarodne obveznosti Tunizije. Francozi so se na več področjih lotili večjega razvoja in izboljšav, vključno s prometom in infrastrukturo, industrijo, finančnim sistemom, javnim zdravstvom in upravo. Vendar so bili, v nezadovoljstvo domačinov, francoski posli in državljani favorizirani. Njihova že obstoječa narodna zavednost se je že zgodaj izrazila v govoru in tisku; sledila je politična organizacija. Gibanje za neodvisnost je bilo dejavno že pred prvo svetovno vojno in je še naprej pridobivalo moč proti mešani francoski opoziciji. Končni cilj je bil dosežen leta 1956. 

## Ozadje

### Tunizija pred francoskim protektoratom
Pred francosko okupacijo je Tunizija predstavljala provinco Osmanskega cesarstva, vendar je uživala veliko mero avtonomije. Otomanski vladar je postavil pašo, ki je vodil tunizijsko provinco. Vendar je paša hitro izgubil nadzor nad vojaškim poveljnikom, dejom. Deja pa je zamenjal civilni administrator, bej. Sultan Otomanskega cesarstva je beja pozneje povzdignil na položaj deja in paše. Leta 1705 je urad prišel v roke Al-Husajna I ibn Alija at-Turkija, začetnika dinastije, ki naj bi dve leti in pol kraljevala nad Tunizijo. Ko je evropski vpliv v drugi polovici 19. stoletja še naprej naraščal, je Tunizija de facto postala neodvisna država. Bej je imel svojo vojsko in mornarico, koval je lasten denar, razglašal vojno in mir, vzdrževal ločene diplomatske odnose in podpisoval pogodbe. Kljub temu pa je bil bej uradno turški guverner, se v svojih molitvah skliceval na sultana in ob prvem nastopu funkcije je moral zaprositi za ferman, uradno sultanovo priznanje.